# Congregatie der Missionarissen van Mariannhill

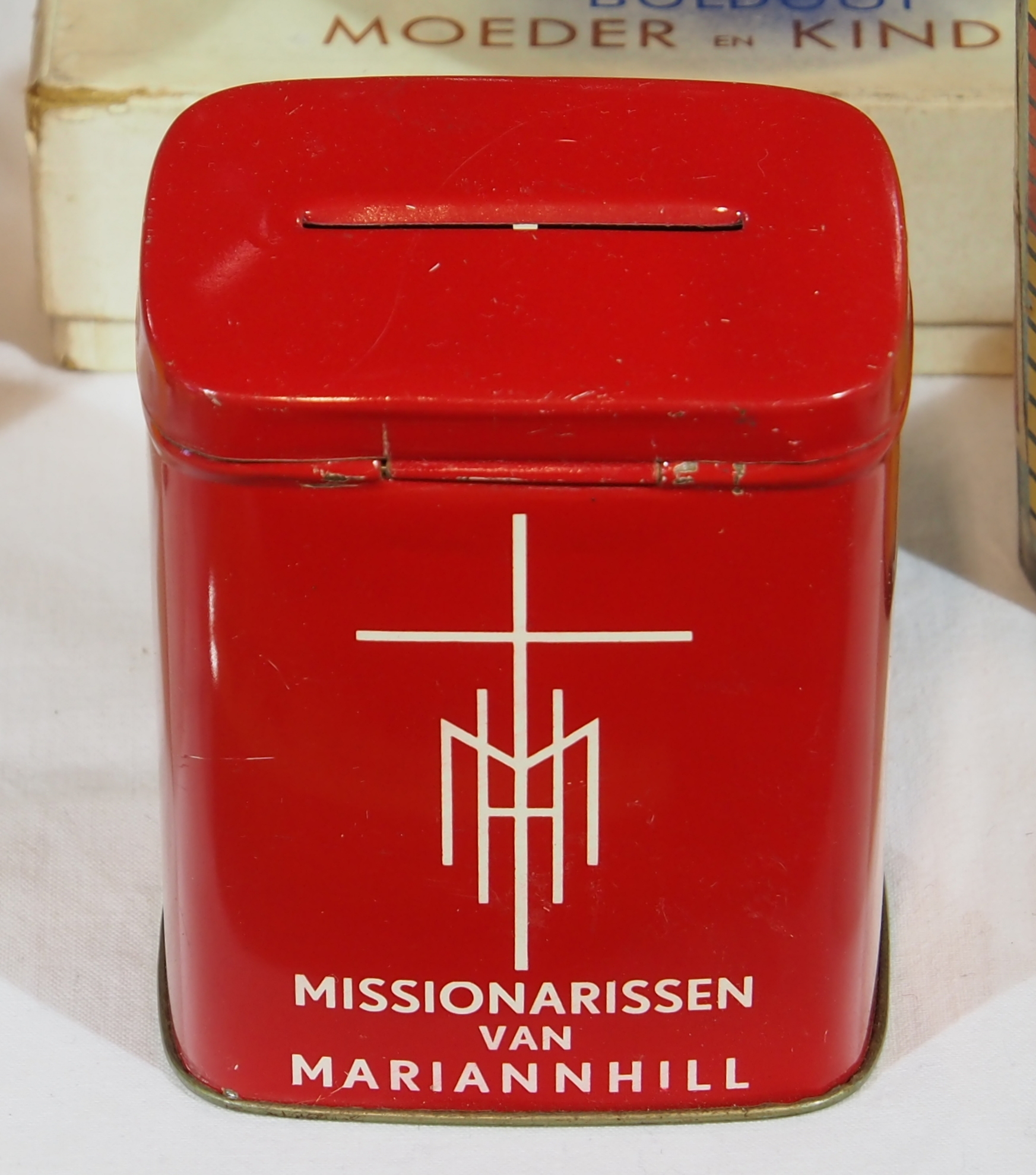
Collecteblik ten behoeve van de missie

De Congregatie der Missionarissen van Mariannhill, afgekort C.M.M., ook wel aangeduid als Paters van Mariannhill, is een congregatie van missionarissen in de Rooms-Katholieke Kerk.
Deze congregatie is de mannelijke tak van de Missiezusters van het Kostbaar Bloed, en evenals deze opgericht door de Duitse abt Franz Pfanner. Hij stond aanvankelijk aan het hoofd van de trappistenabdij van Mariannhill, in Zuid-Afrika, maar in 1909 kreeg deze abdij toestemming zich af te scheiden en een eigen, meer op de praktijk naar buiten gerichte, congregatie te vormen. Pas in 1926 kreeg de gemeenschap formeel de structuur van missie-congregatie.
In 1911 werd het landgoed Klein Vink in het Nederlandse Arcen aangekocht, met het doel daar een noviciaat te stichten. Dit werd Missiehuis Sint Paul. Er verrees een kapel, en later een klooster en een boerderij.
De meeste novicen kwamen oorspronkelijk uit Duitsland, pas einde jaren 1930 kwamen er ook novicen uit Nederland naar Klein Vink. Pas in 1945 kwam een Nederlands/Engelse provincie tot stand. In 1959 begon men met missioneringsarbeid in Nieuw-Guinea.
Begin jaren 1970 vertrokken de paters naar een kleiner onderkomen op hetzelfde terrein, voorzien van een kleine, moderne, kapel. Het 180 ha grote landgoed werd ingericht als vakantiepark. Het klooster werd gesloopt, maar de oude kloosterkapel bleef behouden en kreeg als Franz Pfanner huis een culturele bestemming. Op het landgoed kwam tevens een thermaalbad. Een aantal beelden en dergelijke op het terrein herinneren nog aan de vroegere bestemming. In 2006 werd het landgoed, tot dan toe eigendom van de congregatie, overgenomen door Roompot.